# Грубов, Олег Евгеньевич
Олег Евгеньевич Грубов (4 марта 1997, Алма-Ата, Казахстан) — казахстанский футболист, вратарь.

## Карьера

### Клубная
Футбольную карьеру начал в 2017 году в составе клуба «Кайрат». 29 апреля 2017 года в матче против уральского «Акжайыка» дебютировал в казахстанской Премьер-лиге.
В начале 2019 года перешёл в «Кыран».
Летом 2019 года подписал контракт с клубом «Кызыл-Жар СК».

### В сборной
5 января 2015 года дебютировал за сборную Казахстана до 19 лет в матче против сборной Словении до 19 лет (0:4).

## Достижения
«Кызыл-Жар»
- Победитель Первой лиги: 2019

## Клубная статистика
| Игровая карьера | Игровая карьера | Игровая карьера | Лига | Лига | Кубок | Кубок | Межд. | Межд. | Др. | Др. |
| --------------- | --------------- | --------------- | ---- | ---- | ----- | ----- | ----- | ----- | --- | --- |
| 2016            | Кайрат М        | В               | 8    | −6   | -     | -     | -     | -     | -   | -   |
| 2017            | Кайрат          | А               | 1    | −1   | -     | -     | -     | -     | -   | -   |
| 2017            | Кайрат М        | В               | 26   | −22  | -     | -     | -     | -     | -   | -   |
| 2018            | Кайрат          | А               | -    | −    | -     | -     | -     | -     | -   | -   |
| 2018            | Кайрат А        | В               | 19   | −29  | -     | -     | -     | -     | -   | -   |
| 2019            | Кыран           | Б               | 4    | −8   | -     | -     | -     | -     | -   | -   |
| 2019            | Кызыл-Жар СК    | Б               | 12   | −1   | -     | −     | -     | -     | -   | -   |
| 2020            | Кызыл-Жар       | A               | -    | -    | -     | -     | -     | -     | -   | -   |
| 2021            | Экибастуз       | А               | 3    | −5   | -     | -     | -     | -     | -   | -   |